# 石炭ガス化複合発電
石炭ガス化複合発電（せきたんガスかふくごうはつでん）（Integrated coal Gasification Combined Cycle, IGCC）とは、石炭をガス化して利用する発電方式。ガス化方式によって酸素吹きと空気吹きの２方式がある。

## 概要
コンバインドサイクル発電（ガスタービンと蒸気タービンを組み合わせて発電する方法）を使うことで、従来の石炭火力発電より高い熱効率で発電することができる。具体的には、1,400℃～1,500℃級IGCC商用機の場合、送電端で低位発熱量基準48～50%程度の熱効率が実現でき、これは従来の超臨界圧石炭火力発電（SC）や超々臨界圧石炭火力発電（USC）の40%程度より高く、開発中の先進超々臨界圧石炭火力発電（A-USC）と同等の効率である。これにより、従来の石炭火力より20%少なく石油火力とほぼ同等のCO2排出量と、LNGコンバインドサイクル発電と同等のSOx・NOx・煤塵排出量で発電が可能となる。また従来の石炭火力発電では使うことが出来なかった低品位炭が利用できるため、燃料費のコスト削減や燃料調達先の多様化によるエネルギーセキュリティの向上が期待できる。
日本では、経済産業省の支援の下で電力会社9社等の11法人が中心となって共同で開発に取り組んできた。1986年度（昭和61年度）から1996年度（平成8年度）までにパイロットプラント試験、1997年度（平成9年度）から2001年度（平成13年度）までに要素研究や設計研究を行い、2001年度から2012年度（平成24年度）までにクリーンコールパワー研究所が、常磐共同火力勿来発電所構内において、将来の商用機の二分の一の規模で発電効率・燃焼温度・発電量が少ない、42%・1,200℃・25万kW級の実証機の実証試験に取り組んだ（運転試験は2007年度から）。この開発で大きな役割を果たしたのが三菱重工業で、結果として同社は世界で初めて空気吹き・酸素吹き双方の石炭ガス化技術の開発に成功した企業になった。
2013年4月1日から、クリーンコールパワー研究所を吸収合併した常磐共同火力が、空気吹きの実証機を転用した勿来発電所10号機の商用運転を開始したが、2020年4月に運転を停止し、同年11月16日には廃止された。
2017年には大崎クールジェン株式会社が大崎発電所で酸素吹き実証機の実証運転を開始した。
2014年5月15日、東京電力は福島復興大型石炭ガス化複合発電設備実証計画として、同社広野火力発電所構内および常磐共同火力勿来発電所構内に世界最新鋭の大型石炭ガス化複合発電設備を建設する計画を発表した。2016年10月20日には、広野火力発電所構内への設置計画を広野IGCCパワー合同会社（三菱商事パワー、三菱重工業、三菱電機、東京電力ホールディングスの4社が出資）、勿来発電所構内への設置計画を勿来IGCCパワー合同会社（広野に参加の四社および常磐共同火力が出資）に承継し、両社が建設・運用を行うことを発表した。このうち勿来発電所構内に整備されていた勿来IGCC発電所は2021年4月19日に商用運転を開始した。また、広野IGCC発電所は2021年11月19日に商用運転を開始した。

## 酸素吹きと空気吹きの違い
石炭ガス化の際に酸素を使うと生成ガスに窒素が混入しないため中カロリーの合成ガス（C1化学原料）ができ、空気を使うと生成ガスに窒素が混入して純度の低い低カロリーガスができる。一方、酸素吹きのためには空気中から酸素を分離しなければならず、そのための設備が別途必要になる。空気吹きは空気をそのまま使えるので余分な設備は不要である。

### 空気吹き石炭ガス化のメリット
大きな動力が必要な酸素製造工程が不要で、建設費や運営コストを抑えることができ、総合的な発電効率に優れる。

### 酸素吹き石炭ガス化のメリット
空気吹きよりも高カロリーのガスが発生するので高出力化しやすい。また生成ガスの主成分が有用な一酸化炭素や水素となるため化学工業への展開が有望とされる。

## 日本国内の発電所
- 勿来発電所10号機 -空気吹き、出力：25万kW、発電効率（送電端、低位発熱量基準）：42%、ガスタービン燃焼温度：1,200℃級、2013年商用運転開始、2020年廃止[5]
- 大崎発電所（大崎クールジェン ） - 酸素吹き、出力：16.6万kW、発電効率（送電端、低位発熱量基準）：42.7%、ガスタービン燃焼温度：1,300℃級、2017年実証運転開始[10]
- 勿来IGCC発電所（福島復興大型石炭ガス化複合発電設備実証計画（勿来）） -空気吹き、出力（発電端）：52.5万kW、発電効率（送電端、低位発熱量基準）：48%、ガスタービン燃焼温度：1,400℃級、2021年4月19日商用運転開始[8]
- 広野IGCC発電所（福島復興大型石炭ガス化複合発電設備実証計画（広野）） - 空気吹き、出力（発電端）：54.3万kW、発電効率（送電端、低位発熱量基準）：48%、ガスタービン燃焼温度：1,400℃級、2021年11月19日商用運転開始[9]